# RLC метър
RLC метър e електронен уред за измерване на индуктивност, капацитет, съпротивление и импеданс. RLC в названието на уреда е съставено от широко разпространените схемни названия на елементите, параметрите на които може да измерва този уред: R – електрическо съпротивление, С – електрически капацитет, L – индуктивност.

## Измервани величини
- Модул на импеданса (адмитанса)
- Активна съставяща на импеданса (адмитанса)
- Реактивна съставяща на импеданса (адмитанса)
- капацитет
- Индуктивност
- Тангенс на ъгъла на загубите на кондензатор
- Q-фактор на индуктивен елемент
- Фазово изместване

## Принцип на работа
- Сред основните методи за измерване параметрите на електрическите вериги може да споменат мостовите методи и метода, свързан с използването на съотношенията на закона на Ом за променлив ток.
- Принципът на действие на мостовите измерватели на имитанса е основан на използването на измервателен мост, за уравновесяването на който в уреда се вграждат набори от образцови активни и реактивни (капацитивни) съпротивления. Такива уреди могат да работят само на фиксирани честоти. Реализацията на цифрови уреди за измерване параметрите на електрически вериги на основата на мостови методи е съпроводено от забележимо усложняване на тяхната схема и автоматизация на балансиращите процеси.
- Уредите, в основата на които е положено използването на съотношенията на закона на Ом, са по-прости от гледна точка на схемната реализация и автоматизираното получаване на резултата от измерването. Принципът на измерване при такива измерватели на имитанса се основава на анализа на преминаването на тестов сигнал (обикновено синусоидален) с дадена честота през измерваната верига, която има комплексно съпротивление. Към измервания обект се подава напрежение с работната честота от вътрешния генератор. На избрания участък от веригата се измерват напрежението, тока и фазовото изместване между тях. Измерените стойности се използват за изчисляване на параметрите на веригите.[2]